# Nazionale maschile under 17 di calcio del Messico
La Nazionale Under-17 di calcio del Messico è la rappresentativa calcistica Under-17 della Messico ed è posta sotto l'egida della Federazione calcistica del Messico (FMF).
Nella sua storia ha conquistato 2 Mondiali Under-17 (2005, 2011).

## Partecipazioni ai tornei internazionali

### Mondiali Under-17
| Anno   | Turno            | G               | V               | N               | P               | GF              | GS              |                 |
| ------ | ---------------- | --------------- | --------------- | --------------- | --------------- | --------------- | --------------- | --------------- |
| 1985   | Primo turno      | 3               | 1               | 1               | 1               | 3               | 3               |                 |
| 1987   | Primo turno      | 3               | 1               | 1               | 1               | 3               | 9               |                 |
| 1989   | Non qualificato  | Non qualificato | Non qualificato | Non qualificato | Non qualificato | Non qualificato | Non qualificato | Non qualificato |
| 1991   | Primo turno      | 3               | 1               | 0               | 2               | 5               | 6               |                 |
| 1993   | Primo turno      | 3               | 1               | 0               | 2               | 4               | 7               |                 |
| 1995   | Non qualificato  | Non qualificato | Non qualificato | Non qualificato | Non qualificato | Non qualificato | Non qualificato | Non qualificato |
| 1997   | Primo turno      | 3               | 1               | 0               | 2               | 8               | 6               |                 |
| 1999   | Quarti di finale | 4               | 2               | 0               | 2               | 7               | 7               |                 |
| 2001   | Non qualificato  | Non qualificato | Non qualificato | Non qualificato | Non qualificato | Non qualificato | Non qualificato | Non qualificato |
| 2003   | Quarti di finale | 4               | 1               | 2               | 1               | 5               | 5               |                 |
| 2005   | Campione         | 6               | 5               | 0               | 1               | 16              | 3               |                 |
| 2007   | Non qualificato  | Non qualificato | Non qualificato | Non qualificato | Non qualificato | Non qualificato | Non qualificato | Non qualificato |
| 2009   | Ottavi di finale | 4               | 2               | 0               | 2               | 4               | 3               |                 |
| 2011   | Campione         | 7               | 7               | 0               | 0               | 17              | 7               |                 |
| 2013   | Secondo posto    | 7               | 4               | 1               | 2               | 11              | 11              |                 |
| 2015   | Quarto posto     | 7               | 4               | 1               | 2               | 14              | 9               |                 |
| 2017   | Ottavi di finale | 4               | 0               | 2               | 2               | 4               | 6               |                 |
| 2019   | Secondo posto    | 7               | 3               | 2               | 2               | 14              | 5               |                 |
| 2023   | Ottavi di finale | 4               | 1               | 1               | 2               | 7               | 10              |                 |
| Totale | 15/19            | 69              | 34              | 11              | 24              | 122             | 97              |                 |